# Vučja Gomila
Vučja Gomila este o localitate din comuna Moravske Toplice, Slovenia, cu o populație de 330 de locuitori.